# Krzywiń
Krzywiń (germană Kriewen) este un oraș în Polonia.

## Legături externe
- Krzywiń